# Castillo de Frigiliana
El castillo de Frigiliana o de Lízar es un castillo en ruinas situado en el cerro de la Sabina, en la localidad malagueña de Frigiliana (España). Quedan los restos de los cimientos, un muro y parte de la rampa de acceso.
Cuenta con la protección de la Declaración genérica del Decreto de 22 de abril de 1949, y la Ley 16/1985 sobre el Patrimonio Histórico Español.

## Historia
Se trata de un castillo de origen árabe construido entre los siglos IX y XI. Después de que Granada fuera conquistada por los Reyes Católicos en 1485, en Frigiliana se concentraron los rebeldes de la zona de Málaga y Granada. Tras la batalla del Peñón de Frigiliana en la revuelta morisca en las Alpujarras, la fortaleza fue destruida en 1569 por orden del Comendador Mayor de Castilla, Luis de Requesens, quien había conquistado el castillo y la ciudad. Parte de los sillares del castillo se usaron para construir el palacio de los Manrique de Lara.
Tenía una superficie aproximada de 4000 m² y suministro de agua gracias a una acequia alimentada por un acueducto.